# 삼국 간섭

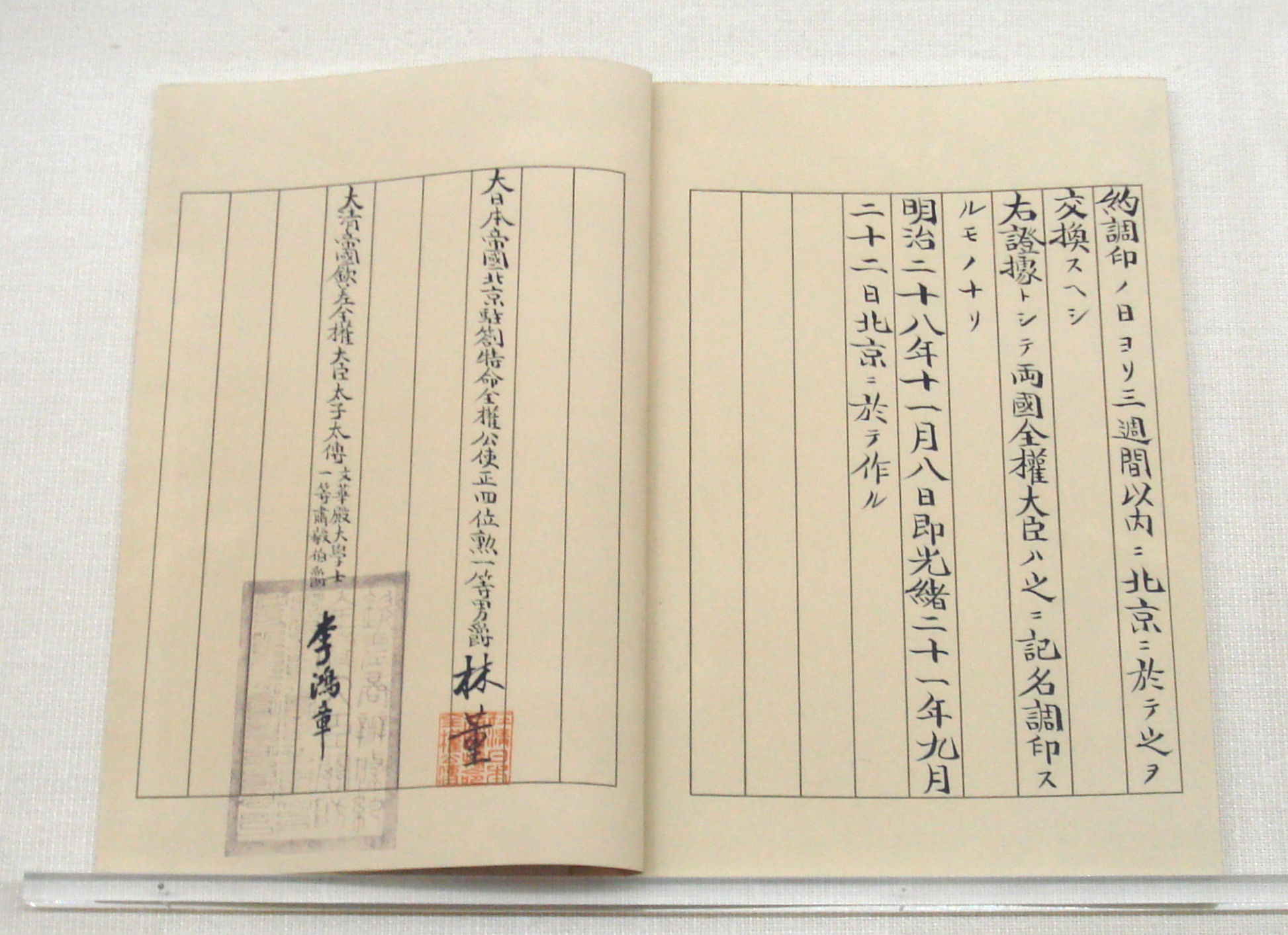
요동반도를 반환한다는 회담록, 1895년 11월 8일

삼국 간섭(三國干涉, 러시아어: Тройственная интервенция, 독일어: Triple-Intervention, Intervention von Shimonoseki, 프랑스어: L'intervention tripartite, Triple intervention, 일본어: 三国干渉, 영어: Tripartite Intervention, Triple Intervention)은 청일 전쟁에서 승리한 일본 제국이 1895년 4월 23일 강화 조약인 시모노세키 조약 서명을 통해 요동반도를 차지하게 되자, 러시아, 독일, 프랑스가 외교적 개입을 통해 일본 제국의 철수를 요구하여 관철한 사건이다. 3국 간섭에 대한 일본의 반응은 이어진 러일 전쟁의 근본적인 원인 중 하나가 된다.

## 배경

### 시모노세키 조약

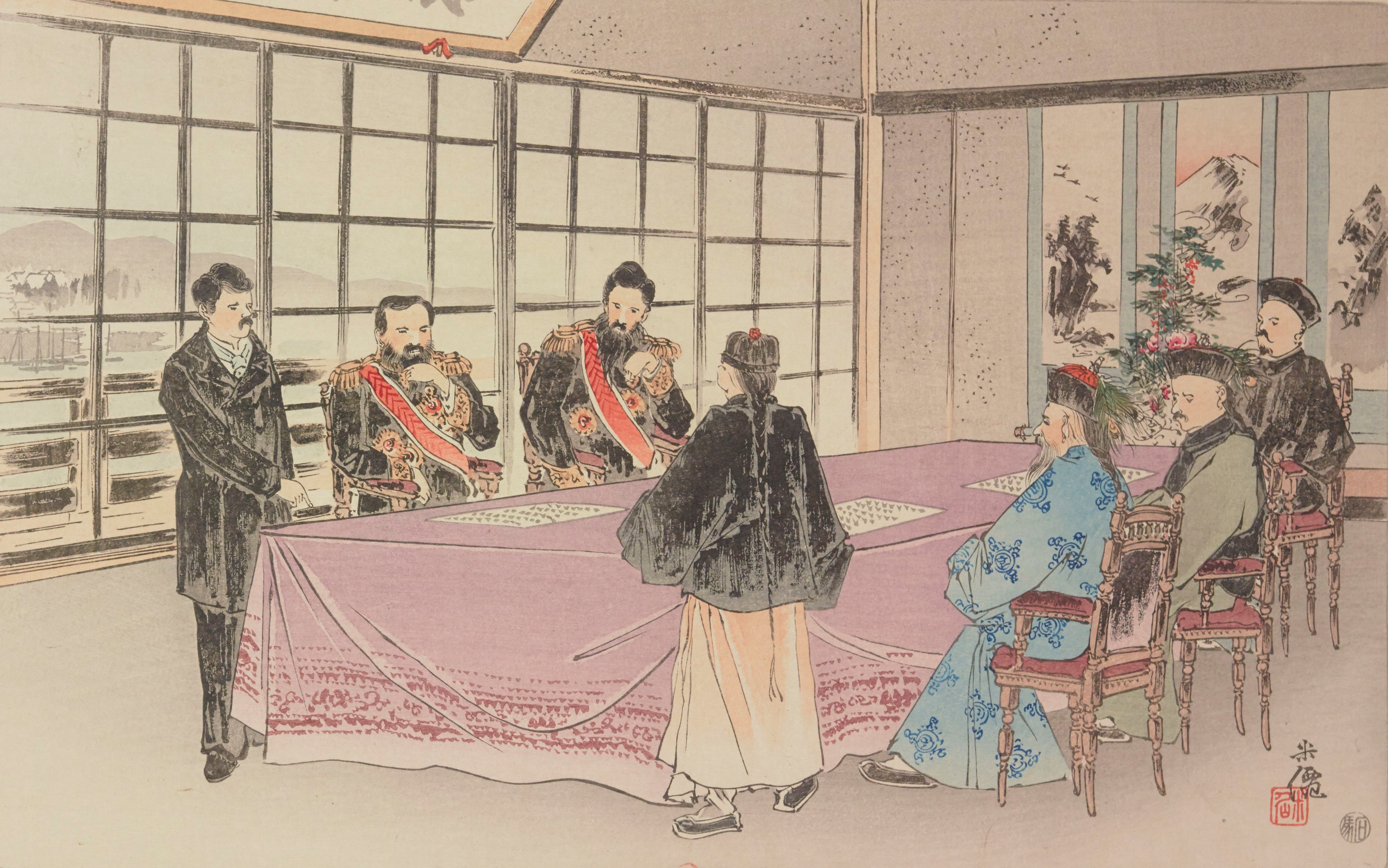
시모노세키 조약, 1895년 4월 17일
청일전쟁 이후 청일간 강화조약이다.

청일 전쟁에서 승리한 일본 제국은 청일 전쟁을 종식시키기 위한 강화 조약인 시모노세키 조약 체결을 추진한다.
- 청은 조선의 "완전한 자립"을 승인한다.[주해 1]
- 청은 요동반도, 타이완, 펑후 제도를 일본에 할양한다.
- 청은 배상금 2억량(일본 화폐 3억엔)을 지불한다.
- 종래에 구미 각국이 갖고 있던 통상특권을 일본에게도 부여한다.

일본은 시모노세키 조약을 통해 뤼순 항이 포함된 요동반도를 확보하려 했다. 그러나 조약의 내용이 공개되자 청나라에 대한 구성과 영향력을 가지고 있었던 러시아는 일본의 요동반도 습득에 대한 우려를 표하고, 그 조약이 가져올 청나라에서의 외교적 안정을 걱정하였다. 그리하여 러시아는 프랑스와 독일을 부추겨 청나라에서 더 큰 영토 보상을 받는 대가로 일본에 대한 외교적 압력을 행사하게 했다.

## 유럽 열강
시모노세키 조약이 체결된 뒤 6일이 지난 1895년 4월 23일 일본에 주재하고 있던 러시아, 프랑스, 독일의 대사들은 일본의 외무차관 다다스를 방문하여 "요동반도를 일본이 소유하는 것은 청의 수도에 대한 항구적인 위협일 뿐만 아니라 조선의 독립을 유명 무실하게 만드는 것"이라 주장하면서 요동의 반환을 요구하였다.
일본은 혼자 세 나라와 대결할 수 없었으므로 그 요구를 받아들여야만 했다. 이후 이어진 실무 협상 끝에 5월 5일 일본은 3천만냥 추가 배상금을 조건으로 요동반도를 반환하는 수정 조약을 체결하였다. 5월 5일, 일본 외무성은 요동반도 환부회답서를 일본 주재 삼국 공사에게 전달했다. 일본은 요동반도를 포기하는 대신 청국으로부터 배상금 3천만 량(약 4405만 엔)을 추가로 받기로 했다.

## 각국의 입장

### 러시아
러시아는 극동 진출을 위해 부동항이 필요했으며, 남하 정책으로 만주의 권익 확대를 도모했다. 러시아는 요동반도를 일본에 빼앗겨 남만의 바다에 출구를 잃을까봐 일본의 만주 진출 저지를 노리고 있었다. 당초 일본이 조선의 독립을 존중한다면, 요동반도는 일본에 할양되어도 좋다고 생각했지만, 세르게이 비테의 등장으로 극동 함대를 파견하는 등 간섭에 나섰다.
러시아는 청일 전쟁에서 일본이 주도권을 쥐기 시작한 때부터 동아시아 지역에서 일본이 팽창 정책을 추구하는 것을 경계하였다. 러시아 제국이 특히 경계한 것은 일본의 팽창주의로 인해 한반도와 남만주가 일본의 식민지가 될 경우 청과 일본 제국이 연합하여 러시아에 대항할 수 있다는 점이었다. 러시아는 청일 전쟁의 결과에 대한 특별회의를 열고 다음과 같은 결론을 내렸다.
| “ | 러시아는 북중국의 현상을 이전의 상황으로 회복시키는 데 노력한다. 일본에게 남만주를 병합할 의도를 단념하도록 제의한다. 일본이 의도를 단념하지 않을 경우 러시아는 자국의 이해에 따라 자유롭게 행동할 것이라는 점을 주지시킨다. | ” |
|   | — 1895년 4월 11일 러시아 각료회의 |   |

러시아는 이와 같은 각료회의의 결과에 따라 프랑스와 독일, 영국에 공동 행동을 요청하였다.

### 프랑스
프랑스는 러불 동맹에 의해 러시아를 지지할 수밖에 없었다. 또한 러시아와 독일의 긴장 완화는 자국의 안전에도 도움이 된다고 생각했다.

### 독일
독일은 개전 초기 극동에 소극적이었지만, 전국의 추이와 열강 동향의 변화에 따라 극동에 자국의 거점을 얻을 수 있는 기회가 왔다고 인식하게 되었다. 4월 6일 시점에서는 강화 조건에 이의 없다고 일본에 전달했으나, 총리 호엔로헤나 외상 마샬은 열강과의 공동 보조를 제안했고, 결국 원래 주 청나라 공사 막스 폰 브란트의 의견서(4월 8일)를 황제 빌헬름 2세가 받아 들여 러시아와 함께 간섭에 동참하게 되었다.
의견서에 따르면 러시아와 공동 보조를 하는 것이 빚을 진 청나라로부터 함대와 석탄 저장소의 양도 또는 조차를 할 수 있는 유일한 가능성을 주는 것이라고 인식하고 있었다. 독일의 참여 이유는 러시아-프랑스의 접근을 방해하는 것과 러시아의 주의를 동쪽으로 향하게 해서 유럽의 위협을 줄이고, 독일도 극동에 야심을 가졌으며, 또한 황제가 주장했다 황화론 등에 근거하고 있었다.

### 영국, 미국
한편, 러시아와 독일은 영국에게도 공동 행보를 제안했지만, 영국은 러시아의 남진을 막는 데 일본이 유용할 것이란 점과 청일 전쟁 결과 청나라가 개방한 시장에 개입할 수 있다는 점 때문에 간섭에 반대하였다. 미국 또한 일본에 호의적이었지만 국외 중립을 굽히지 않았다.

## 결과
서양 열강은 청나라에 대일배상금에 대한 차관 공여를 신청하여, 그 대가로 속속 조차지와 철도 부설권 등의 이권이나 특정 범위를 타국에 조차, 양도하지 않는 등의 조건을 획득해 갔다.
- 독일은 1897년에 선교사 살해를 이유로 자오저우 만을 점령하여 이듬해 조차했다.
- 러시아는 삼국 간섭의 대가로 만주 동청 철도 부설권을 따내고, 1898년 여순, 대련의 조차권을 얻어 제2의 부동항을 확보하게 된다.[7] 총리대신이었던 리홍장이 50만 루블, 부총리였던 장윈후안이 25만 루블의 뇌물을 받고, 1896년에 비밀협정인 이홍장 - 로바노프 협정을 맺고 1898년, 요동반도 남단의 뤼순, 다롄의 조차에 성공한다. 그리고 만리장성 이북과 만주에 세력권을 확대하고 극동의 야망을 현실화시켜 나갔다.
- 영국은 1898년 1월에 장강 유역에서 버마에 이르는 철도 부설과 장강 유역을 타국에 이양하지 않을 것을 확인하고, 홍콩 대안의 신계를 조차시켰다.
- 상하이는 청나라관리하에 현성구역, 영국 중심의 공공조계, 프랑스 독자관리하에 프랑스조계로 3분되었다.
- 일본도 방위에서 최소한의 요구로 신규획득한 타이완 섬 바로 옆에 있는 푸젠성을 타국에조차 할양할 수 없다는 취지의 약속을 받아 냈다.
- 일본은 아시아에서 차지하던 지위를 위협받게 되었고, 그만큼 조선에 대한 영향력도 줄어들게 되었다.[3] 조선에 대한 일본의 영향력도 감소되었고 러시아의 영향력이 증대되었다. 이를 틈타 고종은 아관파천을 통해 러시아의 힘을 빌어 일본을 떨쳐내고자 하였다. 한때 친일로 기울던 민씨 일파는 태도를 바꾸어 러시아에 접근하였다. 그리하여 일본 침략자의 내정 간섭에 저항하고, 1895년 윤5월(양력 7월)에 박영효를 비롯한 많은 친일파를 몰아냈다. 박영효 등은 다시 일본으로 망명했고, 이노우에는 사태에 책임을 지고 일본으로 소환되었다.[8]

## 일본의 반응
한편 일본 내에서는 열강의 간섭으로 인해 자신들의 전리품을 빼앗겼다는 여론이 팽배하였다. 당시 잡지 《일본인》을 발행하던 미야케 세츠레이는 다음과 같이 토로하였다.
| “ | 결과적으로 모든 것은 국력의 문제로 귀착된다. 국력이 다른 나라의 간섭을 물리칠 수 있다면 어떠한 굴종도 감수할 필요가 없다. 이제부터 우리는 와신상담하여 하루 속히 국력을 배양하지 않으면 안된다. | ” |
|   | — 미야케 세츠레이 |   |

일본의 이와 같은 인식은 결국 군국주의의 실행으로 이어졌다. ‘66 함대 계획’을 비롯한 군비 확장에 박차를 가했다. 결국 삼국 간섭은 러일 전쟁이 발발하는 계기로 직접적으로, 간접적으로 영향을 주었다.

## 같이 보기
- 청일 전쟁
- 시모노세키 조약
- 무쓰 외교

## 주해
1. ↑  일본이 조선의 독립을 주장한 것은 병자호란 이후부터 전개되어 온 전통적인 청-조선 간의 사대 관계를 종식시킴으로써 조선에 대한 일본의 입지를 강화하려는 의도에서 비롯된 것이다.